# Tolsjön (Utvängstorps socken, Västergötland)
Tolsjön är en sjö i Mullsjö kommun i Västergötland och ingår i Göta älvs huvudavrinningsområde. Söder om sjön ligger Tolsjömossen. Sjön avvattnas av Kolsvadsbäcken.

## Galleri

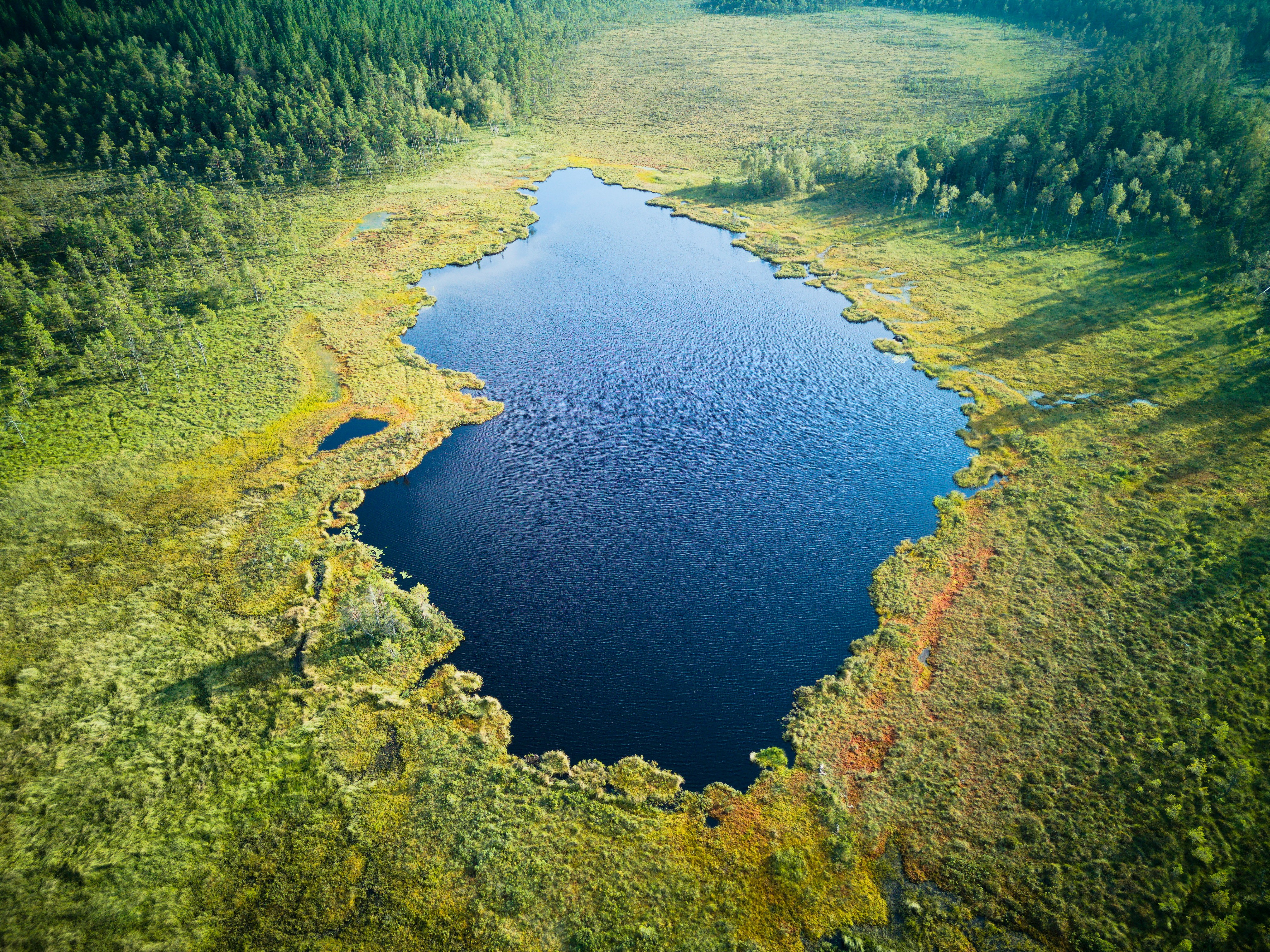
Tolsjön från norr sommaren 2024.